# 米爾茨湖
53°24′19″N 13°7′45″E / 53.40528°N 13.12917°E
米爾茨湖（德語：Mürtzsee），是德國的湖泊，位於該國東北部，由梅克倫堡-前波美拉尼亞州負責管轄，處於梅克倫堡湖區縣，長0.8公里、寬0.5公里，面積0.25平方公里，海拔高度71米。